# Margaret Simpson (atleta)
Margaret Esi Simpson (Kumasi, 31 de diciembre de 1981) es una deportista ghanesa que compitió en atletismo. Ganó una medalla de bronce en el Campeonato Mundial de Atletismo de 2005, en la prueba de heptatlón.

## Palmarés internacional
| Campeonato Mundial | Campeonato Mundial   | Campeonato Mundial | Campeonato Mundial |
| Año                | Lugar                | Medalla            | Prueba             |
| ------------------ | -------------------- | ------------------ | ------------------ |
| 2005               | Helsinki (Finlandia) | Medalla de bronce  | Heptatlón          |